# Route européenne 005
Ne doit pas être confondu avec la route européenne 5, située au Royaume-Uni, en France et en Espagne.
La route européenne 005 est une route d'Ouzbékistan reliant Guza à Samarcande.